# 桜井通開
桜井 通開（さくらい みちはる、1969年3月 - ）は、日本のライター、エンジニア、元予備校講師。

## 略歴
北海道生まれ。1987年3月、北海道旭川東高等学校卒業。高校卒業後に上京。御茶ノ水の駿台に通う浪人生活を1年間過ごす。秋山仁・長岡亮介（数学）、伊藤和夫（英語）、坂間勇・山本義隆（物理）らの授業を受けた。1988年4月に東京大学に進学。大学在学中より、音楽・映画などのライター、ミニコミの編集などを始める。桜井が編集・発行人を務めたミニコミ『shortcut』が評判を呼んだ。
『FOOL'S MATE』の編集長であった羽積秀明の講演を聞いて感激し手紙を送ったことがきっかけとなり、1989年より同誌に原稿を執筆するようになる。1988年11月にリリースされていたマイ・ブラッディ・ヴァレンタインの1stアルバム『イズント・エニシング』を日本でいち早く評価した。その後、1990年に『FOOL'S MATE』の洋楽パートを引き継ぐ形で独立した雑誌『MIX』にも執筆。『FOOL'S MATE』では2度（『three cheers for our side〜海へ行くつもりじゃなかった』リリース時の1989年9月号と『CAMERA TALK』リリース時の1990年7月号）、フリッパーズ・ギターのインタビューを担当。
東京大学工学部材料料学科卒業。卒業研究は「Al-Cu-Mg-Ag合金のΩプライム相」。卒業後はライターの仕事と平行して、城南予備校の数学教師として5年ほど働く。
『カイエ・デュ・シネマ・ジャポン』誌に1992年6月刊行の第4号より寄稿。これをきっかけに佐々木敦と出会う。
1993年3月、『ユリイカ』4月号に「貧乏人の青春とそのサウンドトラック」を寄稿。サブタイトルは「ラフ・トレ-ド,クリエイション,REM」であった。12月、『カイエ・デュ・シネマ・ジャポン』10号に寄稿。
1994年、Suzukiskiの自主制作アルバム『big tomorrow』のライナーノーツを担当。
1996年からWEBサイト運営を開始。
29歳の頃、趣味でホームページを作り、JavaScriptやJavaに触れたことをきっかけに、1999年からIT業界に転身。2000年、株式会社タイムインターメディアに入社。WebアプリケーションフレームワークZopeによるWebシステム開発を行う。日本Zopeユーザ会（JZUG：Japan Zope Users Group）の立ち上げなど、その普及活動で知られるようになる。2001年12月には、日本Zopeユーザ会の公式ページをオープン。
2002年10月、breakbeansを設立。Zopeに関するセミナー、トレーニングなどの教育事業、Zopeの技術やビジネス活用に関するコンサルティングを主な事業内容とした。
2013年4月、『スペクテイター』27号の特集「小商い」の巻末「SMALL TALK OF THE TOWN」に寄稿。紙の雑誌に原稿を書いたのは10数年ぶりであった。
2014年5月、『スペクテイター』30号の特集「ホール・アース・カタログ＜後篇＞」に「ホール・アース・カタログを通読する」を寄稿。同9月、『スペクテイター』31号の特集「ZENとサブカルチャー」に寄稿。

## 訳書
- Beehive『ZOPEパーフェクトガイド』桜井通開監訳、株式会社スリー・エー・システムズ訳　技術評論社、2003年1月。

## ミニコミ『shortcut』
コピー・ホチキス留めのミニコミ誌。桜井が編集・発行人を務めた。1991年から1999年のあいだに122号を発行、他にも別冊など多数。
青木るえか（コラム「官能うどん考」）、赤坂宙勇、ａｇ、飯野形而、池松江美（辛酸なめ子）、伊藤ガビン、老子いづ美、大谷能生、岡崎京子、小笠原格、小川顕太郎、小野博、小野田雄、貸又直人、金村修、川崎弘二、くまゆき、五代英輔、小森秀樹、コロスケ（奈良崎コロスケ）、ササボン（佐々木正孝）、桜井通開、佐々木敦、サーチャーチク、スズキスキー、ずっきー、竹尾征倫、虹釜太郎、P（下川真由美）、fukuju21、ホイ、前田憲芳、松沢呉一、松原慶太、松本亀吉、水足哲、村田陽二、森末潤一、八品ちろみ（八品幸史郎）、柳沢一郎、やまガブリエル、吉野英理香らが寄稿していた。
- 別冊「ショートカット松沢呉一」：1994年7月
- 79号：1996年12月。大谷能生が寄稿。
- 82 号：イメージフォーラムから出ているアブストラクト・シネマをモジュールという概念を用いて論じた巻頭特集
- 91号：マンガ特集。佐藤宏之、山田芳裕、土田世紀、松本剛、山上たつひこ、山川直人
- 95号：ドゥニ・ディドロ、ジャン・ル・ロン・ダランベール、ヴォルテールなどの百科全書派の特集
- 97号：エントロピー特集
- 103号：SOCCER･･･フットボール・オール・オーバー・ザ・ワールド

## 評価・人物
- 音楽家でライターの黒田隆憲は『MIX』誌上でマイ・ブラッディ・ヴァレンタイン『イズント・エニシング』を激賞する桜井のレビューを読んだことがシューゲイザーを聴くきっかけになったと語った[5]。
- 評論家の佐々木敦にいましろたかしを勧めた[6]。
- 小学生の頃から将棋が好きであった。高校1年生の頃には将棋に没頭するあまり、親と教師から勉強か将棋かどちらかにしろと言われ、将棋の道に進みたいと考え、高校の先輩であったプロ棋士の小野敦生に相談したところ、伊藤宗看（3代）、伊藤看寿『詰むや詰まざるや―将棋無双・将棋図巧』（東洋文庫、1976年1月）の詰め将棋を全て解いてからまた相談してほしいと言われ挑戦したものの、歯が立たず挫折し将棋をやめた経験がある[7]。なお、有望なプロ棋士になる人は、小中学生の頃にすでにプロの世界に接触をするものであり、高校1年生で初めてプロ棋士に連絡をしたという段階で、将棋の世界では「遅れている」。
- 論理実証主義の代表的論客ルドルフ・カルナップのいう規約主義（conventionalism）の「規約」を「私的規約」だと捉えており、『言語哲学大全』シリーズを著した飯田隆はその点について誤解していると述べたことがある。
- 赤田祐一は『shortcut』を第20号前後から読んでいた[8]。
- 早生まれ（3月生まれ）である[9]。